# Artemio Iglesias
Artemio Iglesias Miramontes (Rubio, Chihuahua, 17 de marzo de 1943 - Nuevo Casas Grandes, Chihuahua, 19 de mayo de 2010) fue un político mexicano, miembro del Partido Revolucionario Institucional, que fue senador y diputado federal.
Fue licenciado en Economía egresado de la Universidad Nacional Autónoma de México, desarrolló la mayor parte de su carrera política en su estado natal, Chihuahua, fue elegido diputado federal a la L Legislatura de 1976 a 1979, en representación del V Distrito Electoral Federal de Chihuahua y a la LIV Legislatura de 1988 a 1991 por el X Distrito Electoral Federal de Chihuahua, además de Gerente de Banrural y delegado de la Secretaría de la Reforma Agraria en Chihuahua, en 1991 fue elegido Senador por Chihuahua para el periodo que concluyó en 1997.
En 1992 intentó ser candidato del PRI a Gobernador de Chihuahua, sin embargo, su enemistad con el entonces Gobernador, Fernando Baeza Meléndez, le impidió la nominación, la cual correspondió a Jesús Macías Delgado, quien fue postulado como precandidato de unidad, rechazándosele su registro. 
Cuando el PRI perdió el gubernatura de Chihuahua en las Elecciones de 1992, Artemio Iglesias asumió la Presidencia del partido en el estado, desde la cual ejerció un importante liderazgo; en 1998 fue nuevamente precandidato a la gubernatura, esta vez en las primeras elecciones internas celebradas para elegir candidato a gobernador del PRI en todo el país, pero perdió la elección interna frente a Patricio Martínez García.
Se desempeñó como delegado del CEN del PRI en Tabasco y posteriormente en Baja California Sur, cargo que ostentó hasta su fallecimiento en Nuevo Casas Grandes, Chihuahua, el 19 de mayo de 2010, donde también fungía como delegado de la campaña a la gubernatura de César Duarte Jáquez en la zona noroeste de Chihuahua.